# 拉素女子體育會2015
拉素女子體育會2015（SS Lazio Women 2015）通常簡稱拉素女足或拉素，是一家意大利女子足球球會，位於羅馬，是男子職業球會拉素的女子部。目前在意大利甲組足球聯賽中角逐。

## 榮譽
- 意大利甲組足球聯賽
  - 冠軍 (5)：1979, 1980, 1987, 1988, 2002
- 意大利盃
  - 冠軍 (4)：1978, 1985, 1999, 2003